# Saison 1967-1968 de l'AS Saint-Étienne
Chronologie
Saison précédente Saison suivante
Lors de la saison 1967-1968, l'AS Saint-Étienne évolue en Division 1, en Coupe de France, en Coupe des Clubs Champions et lors du Trophée des Champions.

## Résumé de la saison
- Le club est pour la quatrième fois champion de France de son histoire. C’est son second titre consécutif.
- Le club est également vainqueur de la Coupe de France contre Bordeaux
- Le club passe le premier tour de la Coupe des Champions avant de tomber en 8èmes de finale contre Benfica
- Hervé Revelli termine deuxième buteur du championnat avec 23 buts.
- Changement d'entraîneur cette saison. Le légendaire Jean Snella est remplacé par le non-moins légendaire Albert Batteux, ancien entraîneur du Stade de Reims et de l'Equipe de France.
- Au niveau des transferts, arrivées de Salif Keïta, Vladimir Durković et Georges Carnus. Premières apparitions également de Patrick Parizon et Gérard Farison, joueurs formés au club.

## Équipe professionnelle

### Transferts
Sont considérés comme arrivées, des joueurs n’ayant pas joué avec l’équipe 1 la saison précédente.
| Nom               | Nationalité | Poste     | Transfert                   | Provenance/Destination   | Division      |
| ----------------- | ----------- | --------- | --------------------------- | ------------------------ | ------------- |
| Arrivées          |             |           |                             |                          |               |
| Georges Carnus    |             | Gardien   | Transfert                   | Stade Français           | Division 1    |
| Gérard Migeon     |             | Gardien   | -                           | -                        | Formé au club |
| Vladimir Durković |             | Défenseur | Transfert                   | Borussia Mönchengladbach | Bundesliga    |
| José Pelletier    |             | Défenseur | -                           | -                        | Formé au club |
| Gérard Farison    |             | Défenseur | -                           | -                        | Formé au club |
| Salif Keïta       |             | Attaquant | Transfert                   | AS Real Bamako           | Division 1    |
| Patrick Parizon   |             | Attaquant | -                           | -                        | Formé au club |
| Départs           |             |           |                             |                          |               |
| Pierre Bernard    |             | Gardien   | Transfert                   | Red Star Football Club   | Division 1    |
| Robert Philippe   |             | Gardien   | Arrêt carrière              | -                        | -             |
| Nello Sbaïz       |             | Défenseur | Transfert                   | FC Lorient               | Division 2    |
| Fernand Barek     |             | Défenseur | Arrêt carrière Durant 3 ans | -                        | -             |
| Ginès Gonzales    |             | Défenseur | Arrêt carrière              | -                        | -             |

### Championnat

#### Matchs allers
| Date       | N o | Adversaire             | Lieu  | Résultat | Buteurs pour Saint-Étienne                         | Points | Classement |
| ---------- | --- | ---------------------- | ----- | -------- | -------------------------------------------------- | ------ | ---------- |
| 18/08/1967 | J01 | RC Strasbourg          | Ext.  | 0 - 1    | Revelli 84e                                        | 2      | 8          |
| 25/08/1967 | J02 | RC Lens                | Dom.  | 3 - 0    | Revelli 44e (pen.), Mekloufi 57e, Fefeu 74e        | 4      | 2          |
| 30/08/1967 | J03 | Bordeaux               | Dom.  | 1 - 0    | Bosquier 25e                                       | 6      | 3          |
| 02/09/1967 | J04 | FC Nantes              | Ext.  | 1 – 1    | Revelli 30e                                        | 7      | 2          |
| 08/09/1967 | J05 | Red Star FC            | Dom . | 1 – 1    | Herbin 28e                                         | 8      | 2          |
| 24/09/1967 | J06 | US Valenciennes-Anzin  | Ext.  | 1 - 2    | Revelli 12e 22e (pen.)                             | 10     | 2          |
| 30/09/1967 | J07 | AS Aix                 | Dom.  | 3 - 1    | Fefeu 9e, Jacquet 29e, Revelli 73e                 | 12     | 1          |
| 13/12/1967 | J08 | OGC Nice               | Ext.  | 1 -2     | Keita 12e, Mekloufi 37e                            | 28     | 1          |
| 08/10/1967 | J09 | FC Rouen               | Dom.  | 3 - 0    | Fefeu , Mekloufi 27e 36e                           | 14     | 1          |
| 15/10/1967 | J10 | Olympique lyonnais     | Ext.  | 1 – 1    | Herbin 44e                                         | 15     | 1          |
| 22/10/1967 | J11 | Angers SCO             | Ext.  | 1 - 0    | -                                                  | 15     | 1          |
| 01/11/1967 | J12 | Stade rennais UC       | Dom.  | 3 - 0    | Fefeu 21e, Bosquier 57e, Revelli 59e               | 17     | 1          |
| 05/11/1967 | J13 | RC Paris-Sedan         | Ext.  | 5 - 2    | Mekloufi 40e, Fefeu 89e                            | 17     | 1          |
| 11/11/1967 | J14 | FC Sochaux             | Dom.  | 2 - 0    | Mekloufi 50e, Revelli 56e                          | 19     | 1          |
| 19/11/1967 | J15 | AS Monaco FC           | Ext.  | 0 - 3    | Revelli 5e, Keita 7e, Mekloufi 75e                 | 21     | 1          |
| 25/11/1967 | J16 | FC Metz                | Dom.  | 4- 0     | Mitoraj 30e, Larqué 52e, Revelli 54e, Bosquier 60e | 23     | 1          |
| 03/12/1967 | J17 | AC Ajaccio             | Dom.  | 4- 0     | Mitoraj 25e, Keita 54e, Larqué 58e, Bereta 74e     | 25     | 1          |
| 10/12/1967 | J18 | Lille OSC              | Ext.  | 2 – 2    | Bereta 10e, Keita 56e                              | 26     | 1          |
| 17/12/1967 | J19 | Olympique de Marseille | Dom.  | 2- 0     | Tassone 8e (csc), Fefeu 57e                        | 30     | 1          |

#### Matchs retours
| Date       | N o | Adversaire             | Lieu  | Résultat | Buteurs pour Saint-Étienne                    | Points | Classement |
| ---------- | --- | ---------------------- | ----- | -------- | --------------------------------------------- | ------ | ---------- |
| 07/01/1968 | J20 | Bordeaux               | Ext.  | 1 - 2    | Larqué 40e, Fefeu 77e                         | 32     | 1          |
| 21/01/1968 | J21 | FC Nantes              | Dom.  | 1 -2     | Jacquet 76e                                   | 32     | 1          |
| 28/01/1968 | J22 | Red Star FC            | Ext . | 1 – 1    | Revelli 66e                                   | 33     | 1          |
| 04/02/1968 | J23 | US Valenciennes-Anzin  | Dom.  | 3 - 0    | Fefeu 17e, Bosquier 27e, Keita 42e            | 35     | 1          |
| 17/02/1968 | J24 | AS Aix                 | Ext.  | 1 – 1    | Revelli 67e                                   | 36     | 1          |
| 25/02/1968 | J25 | OGC Nice               | Dom.  | 3 -1     | Fefeu 12e, Bereta 64e, Revelli 68e            | 38     | 1          |
| 03/03/1968 | J26 | FC Rouen               | Ext.  | 3 - 0    | -                                             | 38     | 1          |
| 17/03/1968 | J27 | Olympique lyonnais     | Dom.  | 1 – 1    | Revelli 62e                                   | 39     | 1          |
| 24/03/1968 | J28 | AC Ajaccio             | Ext.  | 1 – 1    | Jacquet 52e                                   | 40     | 1          |
| 09/04/1968 | J29 | Angers SCO             | Dom.  | 3 - 0    | Keita 3e 10e, Bereta 29e                      | 42     | 1          |
| 12/04/1968 | J30 | Stade rennais UC       | Ext.  | 0 - 3    | Revelli 28e 82e, Larqué 87e                   | 44     | 1          |
| 27/04/1968 | J31 | RC Paris-Sedan         | Dom.  | 2 – 1    | Revelli 13e 27e                               | 46     | 1          |
| 04/05/1968 | J32 | FC Sochaux             | Ext.  | 0 - 4    | Keita 23e, Revelli 29e, Herbin 30e, Fefeu 85e | 48     | 1          |
| 17/05/1968 | J33 | AS Monaco FC           | Dom.  | 1 - 0    | Mitoraj 21e                                   | 50     | 1          |
| 22/05/1968 | J34 | FC Metz                | Ext.  | 1 – 1    | Revelli 16e                                   | 51     | 1          |
| 14/06/1968 | J35 | Lille OSC              | Dom.  | 3- 0     | Revelli 1re, Bereta ,Larqué 80e               | 53     | 1          |
| 19/06/1968 | J36 | Olympique de Marseille | Ext.  | 2 -1     | Bereta 51e                                    | 53     | 1          |
| 28/06/1968 | J37 | RC Strasbourg          | Dom.  | 4 - 0    | Mitoraj 14e, Revelli 25e, Keita 32e 89e       | 55     | 1          |
| 05/07/1968 | J38 | RC Lens                | Ext.  | 1 - 3    | Revelli 8e, Keita 88e 89e                     | 57     | 1          |

#### Classement final
En cas d'égalité entre deux clubs, le premier critère de départage est la différence de buts.
| Rang | Équipe                   | Pts | J  | G  | N  | P  | Bp | Bc | Diff |
| ---- | ------------------------ | --- | -- | -- | -- | -- | -- | -- | ---- |
| 1    | AS Saint-Étienne T C     | 57  | 38 | 24 | 9  | 5  | 78 | 30 | +48  |
| 2    | OGC Nice                 | 46  | 38 | 18 | 10 | 10 | 49 | 41 | +8   |
| 3    | FC Sochaux               | 43  | 38 | 16 | 11 | 11 | 48 | 39 | +9   |
| 4    | Olympique de Marseille   | 43  | 38 | 17 | 9  | 12 | 49 | 46 | +3   |
| 5    | US Valenciennes-Anzin    | 42  | 38 | 17 | 8  | 13 | 42 | 34 | +8   |
| 6    | FC Metz P                | 42  | 38 | 15 | 12 | 11 | 49 | 44 | +5   |
| 7    | FC Nantes                | 41  | 38 | 15 | 11 | 12 | 55 | 50 | +5   |
| 8    | FC Girondins de Bordeaux | 40  | 38 | 18 | 4  | 16 | 57 | 44 | +13  |
| 9    | AC Ajaccio P             | 39  | 38 | 16 | 7  | 15 | 59 | 59 | 0    |
| 10   | RC Paris-Sedan           | 38  | 38 | 15 | 8  | 15 | 56 | 47 | +9   |
| 11   | AS Monaco FC             | 37  | 38 | 15 | 7  | 16 | 45 | 48 | -3   |
| 12   | Olympique lyonnais       | 36  | 38 | 12 | 12 | 14 | 53 | 51 | +2   |
| 13   | Red Star FC              | 36  | 38 | 12 | 12 | 14 | 44 | 43 | +1   |
| 14   | Stade rennais UC         | 36  | 38 | 13 | 10 | 15 | 49 | 57 | -8   |
| 15   | FC Rouen                 | 35  | 38 | 15 | 5  | 18 | 48 | 51 | -3   |
| 16   | RC Strasbourg            | 34  | 38 | 13 | 8  | 17 | 34 | 40 | -6   |
| 17   | RC Lens                  | 34  | 38 | 13 | 8  | 17 | 48 | 61 | -13  |
| 18   | Angers SCO               | 34  | 38 | 12 | 10 | 16 | 56 | 70 | -14  |
| 19   | Lille OSC                | 27  | 38 | 9  | 9  | 20 | 35 | 52 | -17  |
| 20   | AS Aix P                 | 20  | 38 | 6  | 8  | 24 | 48 | 95 | -47  |

Victoire à 2 points
Qualifications européennes
Coupe des clubs champions européens
- 1er : 1er tour (1/16 de finale)

Coupe d'Europe des vainqueurs de coupe
- Finaliste de la Coupe de France : 1er tour (1/16 de finale)

Relégation
- 16e et 17e : barrage de relégation en Division 2
- 18e, 19e et 20e : relégation en Division 2

Abréviations
T : Tenant du titre

C : Vainqueur de la Coupe de France 1967-68

P : Promus de Division 2
- L'AS Saint-Étienne étant qualifiée pour la Coupe des clubs champions européens en tant que champion, sa place en Coupe d'Europe des vainqueurs de coupe va au finaliste de la Coupe de France, à savoir le FC Girondins de Bordeaux.
- En raison du passage de la D1 à 18 clubs, seul le champion de France de D2, à savoir le SEC Bastia, obtient la montée directe en D1. Les deuxième et troisième, le Nîmes Olympique et le Stade de Reims, jouent des barrages pour monter.

### Coupe de France

#### Tableau récapitulatif des matchs
| Date       | N o              | Adversaire               | Lieu                          | Résultat | Buteurs pour Saint-Étienne              | Suite                               |
| ---------- | ---------------- | ------------------------ | ----------------------------- | -------- | --------------------------------------- | ----------------------------------- |
| 24/01/1968 | 32èmes de finale | RC Paris-Sedan           | Stade Auguste-Delaune, Reims  | 2- 1     | Bosquier 33e, Fefeu 47e                 | Qualifiés pour les 16èmes de finale |
| 11/02/1968 | 16èmes de finale | Malakoff                 | Stade Bauer,Saint-Ouen        | 4- 0     | Bereta 17e 80e, Mekloufi 35e, Keita 47e | Qualifiés pour les 8èmes de finale  |
| 10/03/1968 | 8èmes de finale  | Angers SCO               | Parc Lescure,Bordeaux         | 2- 1     | Bereta 35e, Keita 76e                   | Qualifiés pour les quarts de finale |
| 31/03/1968 | Quart de finale  | FC Metz                  | Stade Robert-Diochon,Rouen    | 1- 0     | Keita 49e                               | Qualifiés pour demi-finales         |
| 17/04/1968 | Demi-finale      | Angoulême                | Parc des Princes,Paris        | 1 – 1    | Mekloufi 29e                            | Rencontre à rejouer                 |
| 01/05/1968 | Demi-finale (2)  | Angoulême                | Parc Lescure,Bordeaux         | 1- 2     | Herbin 26e, Revelli 70e                 | Qualifiés pour la finale            |
| 12/05/1968 | Finale           | FC Girondins de Bordeaux | Stade Yves du Manoir,Colombes | 2- 1     | Mekloufi 30e 78e (pen.)                 | Victoire                            |

### Coupe d'Europe des Clubs Champions

#### Tableau récapitulatif des matchs
| Date       | N o                     | Adversaire         | Lieu                                  | Résultat | Buteurs pour Saint-Étienne                  | Suite                              |
| ---------- | ----------------------- | ------------------ | ------------------------------------- | -------- | ------------------------------------------- | ---------------------------------- |
| 20/09/1967 | 16èmes de finale aller  | Kuopion Palloseura | Stade Geoffroy-Guichard,Saint-Étienne | 2- 0     | Herbin 43e, Jacquet 48e                     | -                                  |
| 20/09/1967 | 16èmes de finale retour | Kuopion Palloseura | Magnum Areena,Kuopio                  | 0- 3     | Herbin 5e, Bosquier 75e, Revelli 84e (pen.) | Qualifies pour les 8èmes de finale |
| 16/11/1967 | 8èmes de finale aller   | Benfica Lisbonne   | Stade de la Luz,Benfica               | 2 -0     | -                                           | -                                  |
| 16/11/1967 | 8èmes de finale retour  | Benfica Lisbonne   | Stade Geoffroy-Guichard,Saint-Étienne | 1- 0     | Bereta 10e                                  | Éliminés de la compétition         |

### Challenge des champions

#### Tableau récapitulatif des matchs
| Date       | N o    | Adversaire               | Lieu                      | Résultat | Buteurs pour Saint-Étienne         |
| ---------- | ------ | ------------------------ | ------------------------- | -------- | ---------------------------------- |
| 17/08/1968 | Finale | FC Girondins de Bordeaux | Stade Richter,Montpellier | 5- 3     | Fefeu 14e 34e, Revelli 68e 70e 85e |

### Statistiques

#### Équipe-type
| \| Carnus Polny Durković Herbin Bosquier Jacquet Mitoraj (Larqué) Bereta Mekloufi Revelli (Salif Keïta) Fefeu \| Équipe-type de la saison 1967-1968 |
| Carnus Polny Durković Herbin Bosquier Jacquet Mitoraj (Larqué) Bereta Mekloufi Revelli (Salif Keïta) Fefeu                                          |

#### Buteurs
| Place | Nom                | Division 1 | Coupe de France | Coupe d'Europe des Clubs Champions | Challenge des Champions | TOTAL des BUTS |
| 1     | Hervé Revelli      | 23 buts    | 1 but           | 1 but                              | 3 buts                  | 28 buts        |
| 2     | Salif Keïta        | 12 buts    | 3 buts          | -                                  | -                       | 15 buts        |
| 3     | André Fefeu        | 10 buts    | 1 but           | -                                  | 2 buts                  | 13 buts        |
| 4     | Rachid Mekloufi    | 7 buts     | 4 buts          | -                                  | -                       | 11 buts        |
| 5     | Georges Bereta     | 6 buts     | 3 buts          | 1 but                              | -                       | 10 buts        |
| 6     | Robert Herbin      | 3 buts     | 1 but           | 2 buts                             | -                       | 6 buts         |
| 6     | Bernard Bosquier   | 4 buts     | 1 but           | 1 but                              | -                       | 6 buts         |
| 8     | Jean-Michel Larqué | 5 buts     | -               | -                                  | -                       | 5 buts         |
| 9     | Aimé Jacquet       | 3 buts     | -               | 1 but                              | -                       | 4 buts         |
| 9     | Roland Mitoraj     | 4 buts     | -               | -                                  | -                       | 4 buts         |
| #     | contre son camp    | 1 but      | -               | -                                  | -                       | 1 but          |
| Total | 10 buteurs         | 78 buts    | 14 buts         | 6 buts                             | 5 buts                  | 103 buts       |

Date de mise à jour : le 19 février 2015.

#### Affluences
Affluence de l'AS Saint-Étienne à domicile

### Équipe de France
5 stéphanois auront les honneurs de l’Equipe de France cette saison : Bernard Bosquier (6 sélections), Robert Herbin (3 sélections), Georges Bereta (2 sélections), Roland Mitoraj et Hervé Revelli (1 sélection)
| Joueurs          | Position  | Date       | Lieu      | Adversaire  | Type rencontre                                    | Score | Temps de jeu | Buts |
| Bernard Bosquier | Défenseur | 17.09.1967 | Varsovie  | Pologne     | Qualifications Championnat d'Europe               | 1 - 4 | 90           | -    |
| Bernard Bosquier | Défenseur | 27.09.1967 | Berlin    | R.F.A.      | Amical                                            | 5- 1  | 90           | 83e  |
| Bernard Bosquier | Défenseur | 28.10.1967 | Nantes    | Belgique    | Qualifications Championnat d'Europe               | 1 – 1 | 90           | -    |
| Bernard Bosquier | Défenseur | 23.12.1967 | Paris     | Luxembourg  | Qualifications Championnat d'Europe               | 3 - 1 | 90           | -    |
| Bernard Bosquier | Défenseur | 06.04.1968 | Marseille | Yougoslavie | Quart de finale aller Coupe d'Europe des Nations  | 1 – 1 | 90           | -    |
| Bernard Bosquier | Défenseur | 24.04.1968 | Belgrade  | Yougoslavie | Quart de finale retour Coupe d'Europe des Nations | 5- 1  | 90           | -    |
| Roland Mitoraj   | Défenseur | 17.09.1967 | Varsovie  | Pologne     | Qualifications Championnat d'Europe               | 1 - 4 | 90           | -    |
| Robert Herbin    | Milieu    | 17.09.1967 | Varsovie  | Pologne     | Qualifications Championnat d'Europe               | 1 - 4 | 90           | 13e  |
| Robert Herbin    | Milieu    | 28.10.1967 | Nantes    | Belgique    | Qualifications Championnat d'Europe               | 1 – 1 | 90           | 84e  |
| Robert Herbin    | Milieu    | 06.04.1968 | Marseille | Yougoslavie | Quart de finale aller Coupe d'Europe des Nations  | 1 – 1 | 90           | -    |
| Hervé Revelli    | Attaquant | 28.10.1967 | Nantes    | Belgique    | Qualifications Championnat d'Europe               | 1 – 1 | 90           | -    |
| Georges Bereta   | Attaquant | 23.12.1967 | Paris     | Luxembourg  | Qualifications Championnat d'Europe               | 3 - 1 | 90           | -    |
| Georges Bereta   | Attaquant | 28.10.1967 | Nantes    | Belgique    | Quart de finale aller Coupe d'Europe des Nations  | 1 – 1 | 90           | -    |